# Methana athertonensis
Methana athertonensis är en kackerlacksart som beskrevs av M. Josephine Mackerras 1968. Methana athertonensis ingår i släktet Methana och familjen storkackerlackor. Inga underarter finns listade i Catalogue of Life.